# Törökország az 1976. évi nyári olimpiai játékokon
Törökország a kanadai Montréalban megrendezett 1976. évi nyári olimpiai játékok egyik részt vevő nemzete volt. Az országot az olimpián 8 sportágban 27 sportoló képviselte, akik érmet nem szereztek.

## Atlétika
Férfi
| Versenyző     | Versenyszám | Döntő   | Döntő    |
| Versenyző     | Versenyszám | Idő     | Helyezés |
| ------------- | ----------- | ------- | -------- |
| Hüseyin Aktaş | Maraton     | 2:24:30 | 37.      |
| Veli Balli    | Maraton     | 2:24:47 | 38.      |

## Birkózás
Kötöttfogású
| Versenyző    | Versenyszám | 1. forduló                         | 2. forduló                                   | 3. forduló                          | 4. forduló                       | 5. forduló        | 6. forduló        | 7. forduló        | Döntő             | Helyezés    |
| Versenyző    | Versenyszám | Ellenfél Eredmény                  | Ellenfél Eredmény                            | Ellenfél Eredmény                   | Ellenfél Eredmény                | Ellenfél Eredmény | Ellenfél Eredmény | Ellenfél Eredmény | Ellenfél Eredmény | Helyezés    |
| ------------ | ----------- | ---------------------------------- | -------------------------------------------- | ----------------------------------- | -------------------------------- | ----------------- | ----------------- | ----------------- | ----------------- | ----------- |
| Salih Bora   | 48 kg       | Michael Farina (USA) · 19-4        | erőnyerő                                     | Dietmar Hinz (GDR) · 18-22          | Sztefan Angelov (BUL) · kizárták | kiesett           |                   |                   | kiesett           | 7.          |
| Bilal Tabur  | 52 kg       | Hirajama Kóicsiró (JPN) · kizárták | Pek Szunghjon (Baek Seung-hyeon) (KOR) · 6-9 | kiesett                             | kiesett                          | kiesett           |                   |                   | kiesett           | helyezetlen |
| Mehmet Uysal | 62 kg       | Sztéliosz Mijákisz (GRE) · 3-14    | Sztojan Lazarov (BUL) · 10-5                 | Nelszon Davigyan (URS) · kétvállas  | kiesett                          | kiesett           | kiesett           | kiesett           | kiesett           | helyezetlen |
| Erol Mutlu   | 68 kg       | Erasmo Estrada (CUB) · kizárták    | Manfred Schöndorfer (FRG) · 6-7              | Markku Yli-Isotalo (FIN) · kizárták | Lars-Erik Skiöld (SWE) · 7-10    | kiesett           | kiesett           |                   | kiesett           | 7.          |

Szabadfogású
| Versenyző       | Versenyszám | 1. forduló                             | 2. forduló                      | 3. forduló                                 | 4. forduló                         | 5. forduló                      | 6. forduló                 | Döntő             | Helyezés    |
| Versenyző       | Versenyszám | Ellenfél Eredmény                      | Ellenfél Eredmény               | Ellenfél Eredmény                          | Ellenfél Eredmény                  | Ellenfél Eredmény               | Ellenfél Eredmény          | Ellenfél Eredmény | Helyezés    |
| --------------- | ----------- | -------------------------------------- | ------------------------------- | ------------------------------------------ | ---------------------------------- | ------------------------------- | -------------------------- | ----------------- | ----------- |
| Kuddusi Özdemir | 48 kg       | Constantin Alexandru (ROU) · kétvállas | John de Jesús (PUR) · kétvállas | Roman Dmitrijev (URS) · kizárták           | Gombyn Khishigbaatar (MGL) · 11-11 | kiesett                         |                            | kiesett           | 7.          |
| Kamil Özdağ     | 52 kg       | Nermedin Szelimov (BUL) · 6-8          | Takada Júdzsi (JPN) · kétvállas | kiesett                                    | kiesett                            | kiesett                         |                            | kiesett           | helyezetlen |
| Vehbi Akdağ     | 62 kg       | Mohsen Farahvash (IRI) · 8-6           | Egon Beiler (CAN) · 7-10        | Jang Dzsongmo (Yang Jeong-Mo) (KOR) · 6-17 | kiesett                            | kiesett                         | kiesett                    | kiesett           | helyezetlen |
| Mehmet Sarı     | 68 kg       | Szugavara Jaszaburó (JPN) · 7-8        | Pavel Pinyigin (URS) · 3-10     | kiesett                                    | kiesett                            | kiesett                         | kiesett                    | kiesett           | helyezetlen |
| Yakup Topuz     | 74 kg       | Dan Karabin (TCH) · 3-16               | Kiro Ristov (YUG) · 6-12        | kiesett                                    | kiesett                            | kiesett                         |                            | kiesett           | helyezetlen |
| Mehmet Uzun     | 82 kg       | Henryk Mazur (POL) · 4-9               | Ibrahim Diop (SEN) · kizárták   | Kovács István (HUN) · 8-7                  | erőnyerő                           | Iszmail Abilov (BUL) · kizárták | John Peterson (USA) · 5-13 | kiesett           | 4.          |
| İsmail Temiz    | 90 kg       | Bárbaro Morgan (CUB) · 5-13            | Jacu Josiaki (JPN) · 7-13       | kiesett                                    | kiesett                            | kiesett                         | kiesett                    | kiesett           | helyezetlen |

## Cselgáncs
| Versenyző       | Versenyszám | Csoport | 32-es főtábla                                 | Nyolcaddöntő                 | Negyeddöntő       | Elődöntő          | Vigaszág negyeddöntő      | Vigaszág elődöntő             | Bronz- mérkőzés   | Döntő             | Helyezés |
| Versenyző       | Versenyszám | Csoport | Ellenfél Eredmény                             | Ellenfél Eredmény            | Ellenfél Eredmény | Ellenfél Eredmény | Ellenfél Eredmény         | Ellenfél Eredmény             | Ellenfél Eredmény | Ellenfél Eredmény | Helyezés |
| --------------- | ----------- | ------- | --------------------------------------------- | ---------------------------- | ----------------- | ----------------- | ------------------------- | ----------------------------- | ----------------- | ----------------- | -------- |
| Osman Yanar     | Könnyűsúly  | B       | Pak Jongun (Pak Yong-Un) (PRK) · visszalépett | José Gomes (POR) · V         | kiesett           | kiesett           |                           |                               |                   |                   | 12.      |
| Rafet Güngör    | Váltósúly   | A       | Juan Carlos Rodríguez (ESP) · V               | kiesett                      | kiesett           | kiesett           |                           |                               |                   |                   | 19.      |
| Süheyl Yeşilnur | Középsúly   | A       | Pedro Santos (PUR) · GY                       | Valerij Dvojnyikov (URS) · V |                   |                   | Ricardo Elmont (SUR) · GY | José Luis de Frutos (ESP) · V | kiesett           |                   | 7.       |

## Kerékpározás

### Pálya-kerékpározás
Időfutam
| Versenyző         | Versenyszám  | Idő      | Helyezés |
| ----------------- | ------------ | -------- | -------- |
| Erol Küçükbakırcı | Férfi egyéni | 1:12,697 | 23.      |

Üldözőversenyek
| Versenyző         | Versenyszám  | Selejtező | Selejtező | Nyolcaddöntő | Nyolcaddöntő | Nyolcaddöntő | Negyeddöntő  | Negyeddöntő | Negyeddöntő | Elődöntő     | Elődöntő  | Elődöntő | Döntő        | Döntő     | Helyezés |
| Versenyző         | Versenyszám  | Idő       | Hely.     | Ellenfél Idő | Saját idő    | Hely.        | Ellenfél Idő | Saját idő   | Hely.       | Ellenfél Idő | Saját idő | Hely.    | Ellenfél Idő | Saját idő | Helyezés |
| ----------------- | ------------ | --------- | --------- | ------------ | ------------ | ------------ | ------------ | ----------- | ----------- | ------------ | --------- | -------- | ------------ | --------- | -------- |
| Erol Küçükbakırcı | Férfi egyéni | 5:11,84   | 23.       | kiesett      | kiesett      | kiesett      | kiesett      | kiesett     | kiesett     | kiesett      | kiesett   | kiesett  | kiesett      | kiesett   | 23.      |

## Műugrás
Férfi
| Versenyző   | Versenyszám    | Selejtező | Selejtező | Döntő   | Döntő    |
| Versenyző   | Versenyszám    | Pont      | Helyezés  | Pont    | Helyezés |
| ----------- | -------------- | --------- | --------- | ------- | -------- |
| Ahmet Kizil | Egyéni műugrás | 205,68    | 28.       | kiesett | kiesett  |

Női
| Versenyző        | Versenyszám    | Selejtező | Selejtező | Döntő   | Döntő    |
| Versenyző        | Versenyszám    | Pont      | Helyezés  | Pont    | Helyezés |
| ---------------- | -------------- | --------- | --------- | ------- | -------- |
| Peri Suzan Özkum | Egyéni műugrás | 274,44    | 27.       | kiesett | kiesett  |

## Ökölvívás
| Versenyző        | Versenyszám  | Selejtező         | 32-es főtábla                          | Nyolcaddöntő                            | Negyeddöntő       | Elődöntő          | Döntő             | Helyezés |
| Versenyző        | Versenyszám  | Ellenfél Eredmény | Ellenfél Eredmény                      | Ellenfél Eredmény                       | Ellenfél Eredmény | Ellenfél Eredmény | Ellenfél Eredmény | Helyezés |
| ---------------- | ------------ | ----------------- | -------------------------------------- | --------------------------------------- | ----------------- | ----------------- | ----------------- | -------- |
| Ali Canay        | Papírsúly    |                   | Steven Mushioki (KEN) · nem vett részt | Pak Cshanhi (Park Chan-Hui) (KOR) · 0-5 | kiesett           | kiesett           | kiesett           | 9.       |
| Kemal Solunur    | Harmatsúly   | erőnyerő          | Veerachat Saturngrum (THA) · 0-5       | kiesett                                 | kiesett           | kiesett           | kiesett           | 15.      |
| Sabahattin Burcu | Kisváltósúly | erőnyerő          | Andrés Aldama (CUB) · RSC              | kiesett                                 | kiesett           | kiesett           | kiesett           | 17.      |

## Sportlövészet
Nyílt
| Versenyző     | Versenyszám       | Pont | Helyezés |
| ------------- | ----------------- | ---- | -------- |
| Akin Ersoy    | Szabadpisztoly    | 550  | 18.      |
| Mehmet Dursun | Sportpuska, fekvő | 585  | 47.      |
| Güneş Yunus   | Skeet             | 186  | 44.      |

## Súlyemelés
| Versenyző    | Versenyszám | Szakítás | Szakítás | Lökés    | Lökés    | Összesen | Helyezés |
| Versenyző    | Versenyszám | Eredmény | Helyezés | Eredmény | Helyezés | Összesen | Helyezés |
| ------------ | ----------- | -------- | -------- | -------- | -------- | -------- | -------- |
| Kemal Başkır | 67,5 kg     | 125,0    | 10.      | 145,0    | 16.      | 270,0    | 12.      |
| Mehmet Suvar | 82,5 kg     | 132,5    | 11.      | 160,0    | 12.      | 292,5    | 12.      |